# 仮面ライダー×仮面ライダー フォーゼ&オーズ MOVIE大戦MEGA MAX
- 仮面ライダーシリーズ
  - 仮面ライダーフォーゼ > 仮面ライダー×仮面ライダー フォーゼ&オーズ MOVIE大戦MEGA MAX
  - 仮面ライダーオーズ/OOO > 仮面ライダー×仮面ライダー フォーゼ&オーズ MOVIE大戦MEGA MAX
  - 仮面ライダーW > 仮面ライダー×仮面ライダー フォーゼ&オーズ MOVIE大戦MEGA MAX
  - MOVIE大戦シリーズ > 仮面ライダー×仮面ライダー フォーゼ&オーズ MOVIE大戦MEGA MAX

『仮面ライダー×仮面ライダー フォーゼ&オーズ MOVIE大戦MEGA MAX』（かめんライダーかめんライダー フォーゼアンドオーズ ムービーたいせんメガ マックス）は、2011年12月10日より東映系で公開された、特撮テレビドラマシリーズ「平成仮面ライダーシリーズ」の『仮面ライダーフォーゼ』と『仮面ライダーオーズ/OOO』の劇場版作品。
キャッチコピーは「2011年冬、MOVIE大戦が〈進化〉する。」、「この冬、最大の興奮、キターッ!!」、「大地で、大海原で、大宇宙で！時空も超える〈メガ盛り〉スーパーバトル!」。

## 概要
仮面ライダー生誕40周年記念作品。
上映当時にテレビシリーズ作品が放送中の仮面ライダーと前作の仮面ライダーが共演する、クロスオーバー作品MOVIE大戦シリーズ」の第3弾。『フォーゼ』としては1本目、『オーズ』としては4本目にあたる劇場版作品であると同時に、仮面ライダーシリーズ生誕40周年記念の最後を締めくくる作品でもある。
従来の3部構成ではなく、本作品ではゲストキャラクターである仮面ライダー1号から仮面ライダーストロンガーまでの第1期昭和仮面ライダー7人と仮面ライダーWをメインに据えた2つの副章「“幕開け”（序章）」・「“風都 暗躍する陰謀”（ブリッジ）」が用意され、『序章（7人ライダー編）』→『オーズ編』→『ブリッジ（W編）』→『フォーゼ編』→『MOVIE大戦』の5部構成となり、各パートが時系列順に進行するようになった。これに伴い、本編前に流れる東映の企業ロゴも冒頭の1回のみとなり、本作品の正式タイトルロゴも表示されるようになった。また、シリーズ前2作のディレクターズカット版では各ライダーのパートが入れ替わっていたが、本作品では時系列順で物語が進行することから、ストーリー構成の変更は無い。
従来の劇場版と同様に、上映当時のテレビシリーズ作品における主役ライダーの新フォーム（仮面ライダーフォーゼ ロケットステイツ）と、新たな仮面ライダー（仮面ライダーメテオ）が先行登場するほか、劇場版限定・初登場ライダー（仮面ライダーアクア、仮面ライダーポセイドン、仮面ライダーなでしこ）や、劇場版限定・初登場フォーム（仮面ライダーオーズ スーパータトバコンボ、ガタトラドル、ガタゴリーター）が登場する。特に、上映当時の現役アイドルである真野恵里菜演じる美咲撫子が変身する仮面ライダーなでしこは、名前の由来がなでしこジャパンであることからマスメディアに取り上げられた。
『オーズ』より過去の作品からの客演として、番組開始時期が1月から9月に変更になり、「MOVIE大戦シリーズ」が始まった第2期平成仮面ライダーの「1号ライダー」的存在としてWに加え、レジェンドセブン（第1弾予告編での呼称）または栄光の7人ライダーと称される1号からストロンガーまでが共演を果たしている。敵側では『仮面ライダーW』に登場した敵組織の財団Xが登場するほか、宇宙を題材にしたことにちなみ、『仮面ライダー 8人ライダーVS銀河王』に登場するサドンダスや銀河王がリファインされる形で財団X側の怪人として登場する。なお、監督の坂本浩一が本作品のディレクターズカット版のオーディオコメンタリーで述べたところによれば、オーズについてはプトティラコンボを出したかったが、テレビシリーズ最終回（第48話）で恐竜系コアがすべて失われたことから変身不可能になったため、見送られたという。
『オーズ/OOO』編ではクスクシエのセットを壊すことが決まっていたため、渡部と三浦は吹き替えなしでアクションをしている。栄光の7人ライダーの必殺技は、当時のものを合成技術とワイヤーで表現している。クライマックスの特撮は、佛田は『ダイ・ハード2』、坂本は『機動戦士ガンダム』のザンジバルと『未来少年コナン』のギガントをイメージしている。

### テレビシリーズとの関係
『仮面ライダーW』
Vシネマ『仮面ライダーW RETURNS』までを含めた『W』本編の後日談として位置付けられており、映画『仮面ライダーW FOREVER AtoZ/運命のガイアメモリ』と『仮面ライダー×仮面ライダー オーズ&ダブル feat.スカル MOVIE大戦CORE』でのオーズとの共闘を踏まえた台詞が存在する。また、『W』本編でフィリップが最終的に復活したのは2011年8月とされているため、本作品では復活から半年も経っていないことになる。
『仮面ライダーオーズ/OOO』
同作の劇場版の中では初めてテレビシリーズとの繋がりが明確になっており、本編の後日談として描かれている。その一方、テレビシリーズではあまり使用されなかった「仮面ライダー」という言葉が多く使用されている。また、『劇場版　仮面ライダーオーズ WONDERFUL 将軍と21のコアメダル』でのフォーゼとの共闘を踏まえた台詞が存在する。
『仮面ライダーフォーゼ』
時系列はテレビシリーズに組み込まれた作りになっており、第14話と第15話の間に位置するエピソードとなっている。また、本作品の上映開始後に放送された第33話と、同じく本作品の後に公開された劇場版『仮面ライダーフォーゼ THE MOVIE みんなで宇宙キターッ!』には財団Xが、テレビシリーズ第41話・最終話（第48話）・『仮面ライダー×仮面ライダー ウィザード&フォーゼ MOVIE大戦アルティメイタム』にはフォーゼ ロケットステイツとロケットスイッチスーパーワンが登場している。他にも、第14話では弦太朗が「俺も熱い恋がしたいぜ！」と言ったり、第41話では弦太朗がロケットスイッチスーパーワンを取り出した際、撫子の名前を呟いている。

## あらすじ
各エピソードのサブタイトルは劇場公開版Blu-ray / DVDのパッケージ記載より。
『幕開け 戦え!伝説の七人ライダー』
宇宙から隕石群が飛来し、落下地域では異常事態が次々と発生する。隕石の一つに付着していた宇宙生命の種「SOLU」をめぐり、1号・2号・V3・ライダーマン・X・アマゾン・ストロンガーたち「栄光の7人ライダー」と「財団X」は世界各国で激闘を繰り広げるが、SOLUは財団Xの手に渡ってしまう。財団Xの幹部「レム・カンナギ」は次なる目的を、時空を超えたコアメダルとコズミックエナジーを制御出来るアストロスイッチの回収に向ける。

『仮面ライダーオーズ アンク復活と未来のメダルとつながる希望』
劇中での題名は、『仮面ライダーオーズ』である。
夢見町の港に落ちた隕石によって時空が歪み、40年後の未来世界につながるワームホールが発生し、そこを通じて未来のコアメダルを使用して変身した悪の仮面ライダー「仮面ライダーポセイドン」が現代に現れる。「戦い」の欲望に突き動かされるポセイドンは、この時代の仮面ライダーで、自分と同じコアメダルやセルメダルを使って戦うオーズ・バース・プロトバースとの交戦を望み、暴れ回る。鴻上ファウンデーションは事態収拾のため、それぞれの日常に戻っていた火野映司 / 仮面ライダーオーズ・後藤慎太郎 / 仮面ライダーバース・伊達明 / 仮面ライダーバース・プロトタイプの3人を呼び戻す。2体のバースはポセイドンに敗北して戦闘不能となるが、恐竜グリードとの戦いの末に消滅したはずのアンクが出現し、持ち前の策略でポセイドンが所持していたコアメダルを奪取したため、映司はオーズとしての復帰を果たし、ポセイドンと対決する。

『風都 暗躍する陰謀 颯爽!仮面ライダージョーカー』
左翔太郎 / 仮面ライダーW / 仮面ライダージョーカーは、風都にてSOLUを移送中の財団Xと遭遇する。翔太郎はジョーカーに変身し、財団Xやそれに使役されるヤミーを蹴散らすも、その戦いの最中にSOLUが行方不明となってしまう。一方、7人ライダーは財団Xの保有する秘密空港・空港Xに到着し、カンナギと対峙するが、彼の罠に遭って身体をコアメダルやアストロスイッチに変換されてしまう。

『仮面ライダーフォーゼ 撫・子・降・臨』
劇中での題名は、『仮面ライダーフォーゼ』である。
天ノ川学園高等学校は学園祭の時期を迎え、仮面ライダー部の面々も栄光の7人ライダーに関する調査結果「都市伝説 仮面ライダーって何？」を発表し、学園祭を楽しんでいた。そこへ突如、上空から昴星高校の制服姿の美少女、美咲撫子が降ってきたうえ、間一髪で抱き止めた如月弦太朗 / 仮面ライダーフォーゼは彼女に一目惚れしてしまう。仮面ライダー部が撫子に事情を聞く中、ホロスコープス配下のダスタードが多数襲来する。狙われた撫子を守るために弦太朗はフォーゼに変身して交戦するが、なんと撫子も「仮面ライダーなでしこ」に変身し、フォーゼとの共闘を開始する。

『MOVIE大戦MEGA MAX 集結せよ!栄光の戦士たち』
劇中での題名は『MOVIE大戦MEGA MAX』である。
隕石群によって起こった一連の事件がつながると共に、カンナギが財団Xを離反し、未来のコアメダル・SOLUをアストロスイッチに変換したSOLUスイッチの2つを独占する。そんなカンナギを追う最中、映司は弦太朗、翔太郎、フィリップの3人と再会し、それぞれフォーゼ・オーズ・Wに変身して決戦に臨み、カンナギの差し向けた、ゾディアーツ軍団、そしてグリードとドーパントで構成されたダミー怪人軍団と交戦する。彼らの活躍で解放された7人ライダーや、40年後の未来から戻って来たオーズの新たな仲間「仮面ライダーアクア」も加わり、フォーゼとオーズは共に戦いを終局させるため、カンナギが未来のコアメダルとSOLUスイッチの力で変身した最強の敵「超銀河王」との大気圏上での最終決戦に赴く。

## 登場キャラクター
本作品オリジナルの登場人物のみ記述。
『仮面ライダーフォーゼ』の登場キャラクターは、仮面ライダーフォーゼを参照。『仮面ライダーオーズ』の登場キャラクターは、仮面ライダーオーズ/OOOを参照。『仮面ライダーW』の登場キャラクターは、仮面ライダーWの登場キャラクターを参照。
湊 ミハル（） / 仮面ライダーポセイドン / 仮面ライダーアクア
40年後の未来において仮面ライダーとして、人々を襲うモンスターと戦う使命を課せられた青年。
戦闘能力は高いが、消極的な性格で気が弱く勇気が無い。当初は仮面ライダーアクアに変身することが決まったが、その性格に加えて水が苦手であったせいで、アクアシステムとの相性が悪く葛藤に苛まれる。そんな中、年老いた鴻上からポセイドンドライバーと未来のコアメダルを受け取ったことで、仮面ライダーポセイドンとして戦うことになった。
だが、ポセイドンの力を上手く使いこなせずにモンスターとの戦闘に苦戦していたところ、40年前から飛ばされてきた無数のオーメダルが体内に侵入。ポセイドンの真の力が解放されるも、同時にコアメダルに自我が芽生えてしまい、意識を乗っ取られ暴走、時空の歪みから生まれたワームホールを通じて強者を求めて現代に現れた。
戦いの中、映司の呼びかけに応え、ポセイドンの意思を跳ね除け意識を取り戻す。その後は単独でも存在が確立できるほどに成長してしまったポセイドンから弾き出される形で解放された。
仮面ライダーとして躊躇なく戦地に向かう映司の姿や助言から勇気を受け取り、アクアに変身してオーズと共闘の末、ポセイドンを共に打ち倒した。その後は本来の時代へ帰還する。
『MOVIE大戦MEGA MAX編』ではフォーゼと共にカンナギの下に向かうオーズの前に現れ、オーズのための未来のコアメダル3枚を託し、7人ライダーに加勢してダミー怪人軍団と戦った。
『仮面ライダージオウ』
EP44からEP46まで登場。

美咲 撫子（） / 仮面ライダーなでしこ
SOLUが昴星高校に通う女子高生（2年生）「美咲撫子」の姿を反射的にトレースした姿。高いところを気に入っているほか、食べ物を噛まずに吸い込んだり自身の一部を別物に作り変えたりできる。
本来のSOLUには知性がなく周囲の言動を反射行動するのみだったが、弦太朗との交流で心を持つまでに急速進化した。
カンナギに捕えられて肉体を失うも、最終的に精神生命となって宇宙に帰っていった。
エンディングでは本物の美咲撫子も登場しており、SOLUがトレースした撫子の生徒手帳には1994年4月11日生まれと記載されている。
他の作品での登場については、#仮面ライダーなでしこを参照。
- 苗字の美咲は字は異なるものの『仮面ライダーストロンガー』のタックル/岬ユリ子から。

### 財団Xの関係者
レム・カンナギ / 超銀河王
財団Xの幹部でアンノウンエネルギー開発担当。自身が「銀河の王」となるために財団Xに反旗を翻し、未来のコアメダルの回収・SOLUを使ったアストロスイッチの作成を狙う。本作品ではすべてのエピソードに登場している。
人間を強制突然変異に促した超進化生命体・ミュータミットと呼ばれる技術を研究しており、側近にその能力を与えている。自身にもその処置を施しており、口から強烈な衝撃波を放つ。
最終決戦では後述の超銀河王に変身し、驚異的な戦闘力と時間停止能力でフォーゼとオーズを圧倒するが、新たに変身したオーズのスーパータトバコンボが持つ同じ能力で無効化される。その後、エクソダスの艦上でフォーゼ ロケットステイツ&オーズ スーパータトバコンボと激戦を繰り広げるも、彼らによるダブルライダーキックを受けて吹き飛ばされ、「残念無念！」の捨て台詞を残し、前進してきたエクソダスに衝突して最期を迎えた。

カタル / サドンダス
カンナギの側近の屈強な黒人男性でミュータミット。ドラゴンのような姿をした怪人態・サドンダスへの変身能力を持つ。無口でほとんどしゃべらない。
『フォーゼ編』でサドンダスに変身し、フォーゼの足止めとして立ち上がるが、新たに変身したフォーゼ ロケットステイツによって宇宙空間へ飛ばされ、最後はライダーきりもみクラッシャーを受けて爆死した。

ソラリス / ユニコーン・ゾディアーツ
カンナギの側近の女性でミュータミット。その外見に似合わず、極めて高い身体能力と戦闘力を持つ。本作品ではすべてのエピソードに登場している。
最終決戦ではゾディアーツスイッチを使用してユニコーン・ゾディアーツ（進化形態）に変身し、部下が変身したゾディアーツ3人を率いてWと対決するが、ビッカーチャージブレイクを受けて敗北した。
- メガネは衣装合わせの段階でメガネをかけたスタッフを見た坂本の提案によるもの。

キイマ統制官
財団Xの幹部でカンナギの上司。カンナギの裏切りを見抜けず、力を蓄えた彼が財団を離反する際に殺害される。

## 登場仮面ライダー
『仮面ライダーフォーゼ』の仮面ライダーについては、仮面ライダーフォーゼを参照。『仮面ライダーオーズ/OOO』の仮面ライダーについては、仮面ライダーオーズ/OOOを参照。『仮面ライダーW』の仮面ライダーについては、仮面ライダーWの登場仮面ライダーを参照。栄光の7人ライダーについては、それぞれ仮面ライダー1号・仮面ライダー2号・仮面ライダーV3 (キャラクター)・ライダーマン・仮面ライダーX・仮面ライダーアマゾン・仮面ライダーストロンガーを参照。
ここでは、本作品オリジナルおよび初登場のライダー・フォームについて記述する。

### 仮面ライダーアクア
湊ミハルがアクアドライバーを使用して変身する、水や水蒸気を力の源とする未来の仮面ライダー。「水の戦士」とも呼ばれる。
全身にマナスアクアと呼ばれる水分で活性化する生体強化リキッドをアクアドライバーで循環させることで身体能力を向上させ、周囲の水分を吸収することでさらに能力を上昇させるため、水や海の近くでは強力な力を発揮する。徒手空拳での流水のような動きの拳打を得意とし、水上オートバイを模した専用マシンアクアミライダーに搭乗する。
変身プロセスは、アクアミライダーで水上を疾走するミハルが、水流の力を受けてアクアドライバー正面のヴォルトタービンを回転させて起動させることにより、内蔵されたアクアジェネレーターによって全身にスーツが形成されるというもの。2011年で変身したのは1回だけなので、アクアミライダーなしでの変身や水上以外での変身については不明だったが、『仮面ライダージオウ』では水辺ではない場所で変身したことから、アクアミライダーや水の有無に関係なく変身できることが判明した。
- 「仮面ライダー40周年の現在」にやって来た「40年後の水をエネルギーとした未来の1号ライダー」という設定であり、時代が一回りしたことを表すため、マスクのデザインは仮面ライダー1号をモチーフとしている[5][17]。スーツは映画『トロン』を意識した未来風デザインで[18]、随所にカーボンクロスを貼りつけて新しい質感を提示している[15]。また、変身ベルトは水力発電のタービン部分をイメージしており[18]、変身時の回転部分には1号のそれと同様の手描き調の発光や効果音が用いられている。
- マスクはアップ・アクション用がそれぞれ1個ずつ、スーツはアップ・アクション兼用の1着が制作された[19]。アクション用マスクは水上バイクのアクションを考慮して、視界確保が最優先され、メッシュ状に眼が処理されており、涙ラインには紗が貼り込まれている[19]。アクアドライバーはアップ撮影でも耐えられるようにバックルと青と銀の風車の3ピース構造となっている[19]。ボディースーツは銀の生地に塗装を施している[19]。
- アクアミライダーの操縦シーンは水上スキーの元全日本チャンピオンである村尾高明が担当している[5][19]。

必殺技
どちらも発動時に技名を叫ぶ。
- いずれもスーツアクターの永徳が考えたワイヤーを使用したライダーキックのアイデアで、『オーズ/OOO』編と『MEGA MAX』編の2つに分けて使用することとなった。

オーシャニックブレイク
水を巻き上げながらスライディングキックを叩き込む。
アクアヴォルテクス
両脚から水を放出しながら跳び回し蹴りを叩き込む。

アクアミライダー
アクア専用の水陸両用ジェット推進式バイクで、変身前でも使用する。黄色い配色が特徴。40年後の未知の未来技術によって開発されているため、多数の現代では実現不可能な技術が搭載されており、激しい戦闘にも耐えうる頑強さや高い機動性を備え、陸上・水上・空中でのホバリングなど、すべてのフィールドで走行が可能など汎用性が高い。

その他の登場作品
PS3・PS Vita用ゲーム『スーパーヒーロージェネレーション』
声 - 菅沼久義
仮面ライダールートの第2話に登場。映画版本編とは違い、ポセイドンから解放された時点で仮面ライダーアクアに変身している。
テレビシリーズ『仮面ライダージオウ』
EP44 - EP46に登場。西暦2059年の未来から2019年の現在へタイムマジーンで現れる。

### 仮面ライダーポセイドン
湊ミハルがポセイドンドライバーにサメ・クジラ・オオカミウオのコアメダルを装填して変身する仮面ライダー。体の配色は頭部が水色、ボディが藍色、脚部がワインレッドとなっており、タトバコンボの補色である。ドライバーのスキャナーは、ドライバー自体がコアメダルの開放装置となっているため、必要としない。
強者との戦闘を求める戦闘狂で、ディーペストハープーンと呼ばれる紅い長槍を使用した荒々しい槍術を得意とし、水色のエネルギー刃を放って攻撃する。水棲生物のメダルを使用しているだけあって水中戦能力は格段に高く、同じ水棲系コンボのオーズ シャウタコンボを凌駕する。必殺技はディープスパウダーとされるが、詳細は不明。また、グリード同様に屑ヤミーの生成も可能。ディレクターズカット版の追加シーンでは両腕から放出するエネルギーで相手を苦しめつつ、自律移動させたディーペストハープーンで敵を切り裂いた後、オオカミウオの頭部を模したエネルギーを纏った回し蹴りによる三段攻撃を披露した。
ポセイドンドライバーと3枚のメダルは40年後の未来で新たなコアメダルを作ろうとした鴻上によるもので、ミハルに託される。ミハルがその力を上手く使いこなせず苦戦していたところ、過去から時間移動してきた無数のコアメダルとセルメダルを体内に取り込んだことにより、真の力が解放される。しかし、同時にドライバー内のコアメダルに意志が芽生えてミハルの意識を乗っ取ったうえ、ミハルの中で成長を続けた果てに媒介とする人間なしでも単独で存在するまでに進化した。
初戦ではバースとプロトバースを圧倒し、最終決戦でもオーズを追い詰めるが、ミハルが新たに変身したアクアには圧倒され、最後はアクアによるオーシャニックブレイクとオーズ タジャドルコンボによるプロミネンスドロップのダブルライダーキックを受けて爆散した。
- 造形は『仮面ライダーディケイド』に登場した仮面ライダーアビスと同様の方法論となっている[23]。

その他の登場作品
小説『S.I.C. HERO SAGA KAMEN RIDER WIZARD EDITION -魔法使いの弟子-』
鴻上光生が行う「ポセイドンプロジェクト」により誕生。20年後の未来で暴れまわる。大量のセルメダルを取り込み、下半身をオオカミウオそのものへ変貌させる。
この作品では、新たなコアメダルを造ったのは輪島ということになっているが、製作したのはサメ・クジラ・オオカミで、ポセイドンの構成するコアメダルとは別物であり、輪島の造ったコアメダルはリバースドライバーに装填されることによってウィザードリングへ変化した。
ゲーム『スーパーヒーロージェネレーション』
仮面ライダールートの第2話に登場。本作品と同様の状況で登場するが、オーズより先にフォーゼたちと遭遇。仮面ライダー電王や仮面ライダーフォーゼなどについても、知っている描写がある。
ウェブドラマ『ドライブサーガ 仮面ライダーブレン』
謎の軍団「無」の構成メンバーのライダーとして登場。

### 仮面ライダーなでしこ
美咲撫子（SOLU）がなでしこドライバーを使用して変身する仮面ライダーで、フォーゼの不完全コピー。ベルトはフォーゼドライバーとは異なり、メタルブルーのカラーとなっており、ソケットは○・□の両腕部分のみ（スイッチもロケットとレーダーのみ）で、×・△の脚部分のソケットは塞がれており、右側のレバーも存在しない。そのためフォーゼと違い、モジュールペイスメントがない脚部にモジュールを装着することはできず、各部の形状はなでしこに合わせて小型化・軽量化されている。
戦闘中であっても子供のようにはしゃぎ、驚異的な身軽さ・戦闘センスで敵を圧倒し、フォーゼに極めて近い能力・戦闘力を持つ。得意技は敵の背後に回って横蹴りを放つなでしこキック。
- 名前の由来は、2011年FIFA女子ワールドカップ・ドイツ大会で優勝した日本女子代表・通称「なでしこジャパン」のプロサッカー選手澤穂希[3]。
- デザインにはブルーのラインでセーラー服のイメージが落とし込まれており[26][27]、フォーゼと同系統で女子高生と分かるように触覚グラビトンアーチから2枚の板が伸びており、ツインテールを融合させた頭頂部サウンドデコーダーとなっている[24]。当初はポニーテールのように1本のみであった[28]。サウンドデコーダーの横は太陽光パネルをイメージしている[28]。首元のピンクやブルーの配色はなでしこジャパンのユニフォームカラーをイメージしている[24][27]。ベルトは商品化しないことから自由にデザインされており、女の子であることから男性用ベルトを着けているイメージで斜めがけにしている[24][27]。
- マスクはアップ・アクション兼用の1個が制作された[28]。フォーゼよりも女性らしく見せるために前面のマスキングカーボナイトは大きく面積が取られている[28]。

必殺技
なでしこロケットキック
ロケットモジュールで飛行して後ろ蹴りを叩き込む。
なでしこロケットパンチ（ライダーロケットパンチ）
『ウィザード&フォーゼ』で使用。単独でロケットモジュールでパンチを叩き込む。
ダブルライダーロケットパンチ
フォーゼと共にロケットモジュールでパンチを叩き込む。

その他の登場作品
『仮面ライダー×仮面ライダー ウィザード&フォーゼ MOVIE大戦アルティメイタム』
肉体が復活した状態で再登場。ディープスペースにて弦太朗に助けられた衛星兵器XVIIと接触し、彼から弦太朗のことを聞いたことで再び地球に戻ってきた。専用バイクを持たないため、他ライダーと並走するシーンではバイクフォームの仮面ライダーアクセルに搭乗した。
『仮面ライダーフォーゼ ファイナルステージ』
フォーゼが飛ばされた先の宇宙で再会。フォーゼとともに、アポロガイスト・ジェネラルシャドウ・ジャーク将軍を倒すと、フォーゼに地球に帰還するためのエネルギーを与える。

### 仮面ライダーフォーゼ ロケットステイツ
美咲撫子（SOLU）が遺したロケットスイッチS1の力でステイツチェンジする形態。外見はベースステイツに準じている。
スイッチの影響で両腕にロケットモジュールが現出したことにより、2基同時にロケットモジュールをロケット噴射することで加速力・突進力が飛躍的に向上し、フォーゼ単独での大気圏突破や変則的で複雑な動きを取ることが可能。モジュール単体の出力も1.5倍に増加され、より変則的な軌道での飛行が可能である。また、本体は加速による摩擦熱に耐えるための耐熱コーティングが施されている。コズミックエナジーを吸収する特殊能力があることを意識体となった撫子から教わり、超銀河王との戦いの最終局面で撫子のコズミックエナジーを吸収して強化することで活路を開いた。モジュールチェンジ時にスイッチを装填する際などには、左腕のロケットモジュールを自分の意思で一時的に消えることができる。
- オレンジ色は厳密にはロケットではなく、プロペラントタンクではあるが、塚田からの提案で作られることとなった[24]。
- スーツはベースステイツの色替えで、アップ・アクション兼用の1着が制作された[32]。ロケットモジュールのプロップはカラーリングを変えて新規造形したものとなっている[33]。

必殺技
ライダーきりもみクラッシャー
両腕のロケットモジュールの噴射で超加速し、錐揉み回転しながらロケットモジュールで貫く、あるいはキックを叩き込む。
ライダーダブルロケットドリル宇宙キック
両腕のロケットモジュールの噴射で超加速し、急降下しながらドリルモジュールで敵を貫く。

その他の登場作品
『仮面ライダーフォーゼ』
テレビシリーズの第41話・第42話と最終話にて登場。
『仮面ライダー×仮面ライダー ウィザード&フォーゼ MOVIE大戦アルティメイタム』
最終章『MOVIE大戦アルティメイタム』にて登場。
『仮面ライダーウィザード』
最終話における特別編にて登場。
『平成ライダー対昭和ライダー 仮面ライダー大戦 feat.スーパー戦隊』
冒頭でスカイライダーを倒し、直後に仮面ライダーJ ジャンボフォーメーションと対決。ライダーダブルロケットドリルキックを放つも、パンチの一撃で敗れ、ロックシードと化した。

### 仮面ライダーオーズ スーパータトバコンボ
未来で開発されたスーパータカ・スーパートラ・スーパーバッタのメダルを使用して変身するタトバコンボの強化型。タジャドルコンボと同様にタカヘッドがタカヘッド・ブレイブへと強化され、腕部・脚部もトラゴラスアーム・バッタゴラスレッグへと強化される。ボディは上から赤・黄・緑と鮮やかに彩られ、そこに黒いラインが入っている。配色がタトバコンボと反転しているのは、エネルギー伝達経路ラインドライブが体表の大部分を覆い、従来のボディーとの関係が逆転したためで、これにより極限までパワーが高まってオーラングサークルからより多くの力を引き出すことが可能になっている。さらに各部位の外骨格が超硬化外骨格となることで、コアメダルの暴走を押さえ込むことに成功している。
コンボチェンジ時の音声は、通常よりも早口で「スーパー！スーパー！スーパー！ スーパータカ！スーパートラ！スーパーバッタ！ スーパータトバ、タ・ト・バ！ スーパー！」と「スーパー」を連呼する。変身直後にタトバコンボ同様該当する部位がその色で輝き、オーラ状の4枚の翼が形成される。
タカヘッド・ブレイブ
タジャドルコンボと同様にブレイブ状態だが、オーラングサークルの上段部位がタトバコンボと同様のレリーフになっている。
トラゴラスアーム
肩が鋭利な形状のトラハイショルダーへと変化し、より大きく鋭くなった超硬外骨格で形成された大型クロートラクローソリッドを装備している。
バッタゴラスレッグ
脚力を増幅させる超硬外骨格バッタヒールピンが突き出た鋭角的なデザインになっている。バッタヘビィアグソールの効果で素早い動きと高いジャンプ力、強いキック力を発揮する
コンボの中で最も汎用性が高く、身体への負担もほとんどなかったタトバコンボの3枚のコアメダルのパワーが極限まで高まったことで、暴走状態を克服して従来のコンボの限界を超越した能力を発揮する。使用しているメダルはポセイドンの物と同様に時を越えたコアメダルであるため、僅かな間にのみ時間を超越することが可能で、超銀河王の時間停止能力を破り、静止時間内でも互角に戦闘可能。また、背中に展開した翼で、宇宙空間でも飛行が可能。
必殺技はバッタ脚に変形したバッタゴラスレッグで跳躍し、背中に紅いオーラ状の翼を形成して飛行しながら空中に発生した赤・黄・緑の3つのオーリングを潜り抜け、強力な両足蹴りを叩き込むスーパータトバキック。命中するとタトバコンボのタトバキック同様に赤・黄・緑の3色の「OOO」の文字が浮かび上がる。破壊力は150トン。
- スーツはタカヘッドブレイブを除いてアップ・アクション兼用の1着が制作された[41]。設定上では、オーラングサークルは他コンボにはチェンジしないが換装が可能なようになっている[41]。ボディースーツは、各色ごとに塗装処理が施されたものを縫製している[42]。

その他の登場作品
『仮面ライダー×仮面ライダー ウィザード&フォーゼ MOVIE大戦アルティメイタム』
最終章『MOVIE大戦アルティメイタム』にて登場。
『仮面ライダーウィザード』
最終話における特別編にて登場。テレビ版に登場するのは初。

### 仮面ライダーオーズの亜種形態
本作品で初登場した亜種形態。
仮面ライダーオーズ ガタトラドル
クワガタ・トラ・コンドルのメダルで変身する。『オーズ編』において、クワガタヘッドの電撃とトラクローとコンドルレッグからの真空刃でポセイドンを攻撃した。
仮面ライダーオーズ ガタゴリーター
クワガタ・ゴリラ・チーターのメダルで変身する。『オーズ編』においてガタトラドルからコンボチェンジし、チーターレッグによる超速移動でポセイドンに近づき、ゴリラアームによるパンチで攻撃した。

## 怪人
ホロスコープスについては、仮面ライダーフォーゼを参照。以下のほか、40年後の世界でポセイドンと戦闘した怪物たち（未来世界のモンスター）が登場している。

### 財団X
財団Xの構成員が生み出したヤミーや、財団Xの構成員が変身したゾディアーツについては、財団Xを参照。
ダミー怪人
カンナギが作り出した複製（ダミー）で、発進するエクソダスを追うフォーゼ・オーズの前に護衛として立ち塞がったが、いずれも7人ライダーとアクアに阻まれ、最後は各々の必殺技で倒された（括弧内は戦ったライダー）。
- テラー・ドーパント（ストロンガー）
- クレイドール・ドーパント（V3）
- スミドロン・ドーパント（アマゾン）
- ナスカ・ドーパント（レベル3）（1号）
- ウヴァ（X）
- カザリ（アクア）
- ガメル（2号）
- メズール（ライダーマン）

戦闘員
財団Xが各組織との提携により得た技術で生み出した戦闘員。冒頭では世界中に飛来したSOLUを狙い、7人ライダーと戦った。
| 戦闘員                               | 原典                   | 登場場所        | 対戦ライダー                             |
| ------------------------------------ | ---------------------- | --------------- | ---------------------------------------- |
| マスカレイド・ドーパント[10][注釈 9] | 『仮面ライダーW』      | 南アメリカC国   | 仮面ライダーX、仮面ライダーアマゾン      |
| マスカレイド・ドーパント[10][注釈 9] | 『仮面ライダーW』      | 中東北部A国     | 仮面ライダーストロンガー                 |
| マスカレイド・ドーパント[10][注釈 9] | 『仮面ライダーW』      | 日本某所・空港X | 仮面ライダーフォーゼ、仮面ライダーオーズ |
| 屑ヤミー[10]                         | 仮面ライダーオーズ/OOO | 地中海諸島G国   | 仮面ライダーV3、ライダーマン             |
| 屑ヤミー[10]                         | 仮面ライダーオーズ/OOO | 中東北部A国     | 仮面ライダーストロンガー                 |
| 屑ヤミー[10]                         | 仮面ライダーオーズ/OOO | 日本某所・空港X | 仮面ライダーフォーゼ、仮面ライダーオーズ |
| 星屑忍者ダスタード[10]               | 仮面ライダーフォーゼ   | 東ヨーロッパA国 | 仮面ライダー1号、仮面ライダー2号         |
| 星屑忍者ダスタード[10]               | 仮面ライダーフォーゼ   | 中東北部A国     | 仮面ライダーストロンガー                 |
| 星屑忍者ダスタード[10]               | 仮面ライダーフォーゼ   | 日本某所・空港X | 仮面ライダーフォーゼ、仮面ライダーオーズ |

#### ミュータミット
サドンダス
ミュータミットであるカタルが変身した怪人態。ドラゴンのような姿で、その口から熱線を吐くなど高い戦闘能力に加え、背中の翼を使った飛行能力やフォーゼ・ファイヤーステイツのライダー爆熱シュートにもびくともしない耐久力を持つ。
彼に施されたミュータミット技術は未完成段階のものであったため、この姿にならなければその能力を発揮することはできない。
- 原典は『仮面ライダー 8人ライダーVS銀河王』のサドンダス。
- デザインのモチーフは、原典のサドンダスと、『仮面ライダー』に登場したショッカー怪人のトカゲロン。

その他の登場作品
オリジナルDVD『仮面ライダーフォーゼ 超バトルDVD 友情のロケットドリルステイツ』
改良型としてサドンダスβが登場。詳しくは#怪人（友情のロケットドリルステイツ）を参照。
映画『平成ライダー対昭和ライダー 仮面ライダー大戦 feat.スーパー戦隊』
地下帝国バダンの怪人として登場。体色はサドンダスβのまま。
ゲーム『スーパーヒーロージェネレーション』
声 - 半田裕典
PS3・PS Vita用ゲーム。第3話で超銀河王とともに登場。この作品では仮面ライダーフォーゼがサジタリウス・ゾディアーツを倒したころに登場するなど、本作品とは登場時期が異なる。

超銀河王（）
レム・カンナギが、SOLUスイッチと未来から来たポセイドンの3枚のコアメダルを装填したギンガオードライバーを用いて変身した姿。
未来のコアメダルから引き出した「時間を超越する力」を利用して僅かな間だが時を停止させる能力を持っており、それを駆使することで圧倒的戦闘力を誇る。コズミックエナジーをその手で凝縮して強烈な破壊光線として放つ能力も持つ。SOLUの能力を転用してコズミックエナジーを物質化したマントは防具としての役目に留まらず、カンナギの意思で戦況に応じて適した形状に自在に変形させることが可能で、武器として巨大な刃に変形させて用いる。自分の意思で遠隔操作もできる。
7人ライダーいわく、エクソダスで大気圏を突破してコズミックエナジーをフルチャージすると、全世界のエネルギーを支配下に置いて時間停止能力もさらなる進化を遂げ、誰も手出しできないほどの絶対的な力を得てしまう。その野望を阻止しようと、フォーゼとオーズが決戦を挑む。 
- 原典は『仮面ライダー 8人ライダーVS銀河王』の銀河王。
- 前年『オーズ・電王・オールライダー レッツゴー仮面ライダー』でジェネラルシャドウがリメイクされたことと、『仮面ライダーフォーゼ』が宇宙がテーマのため、銀河王が選ばれた。
- アクション向きではない銀河王をアクションができるような感じにしている。
- 当初は機械だけではなく生物要素を入れるため、キカイダーのように左右非対称で右半分の機械の身体でクリーチャーのような左半分を押さえ込んでいるというイメージで考えられていたが、それは強く出さないこととなった。

その他の登場作品
映画『平成ライダー対昭和ライダー 仮面ライダー大戦 feat.スーパー戦隊』
地下帝国バダンの幹部怪人として登場。仮面ライダーファイズと戦った。
映画『スーパーヒーロー大戦GP 仮面ライダー3号』
ショッカーの怪人として登場。仮面ライダー3号のライダーパンチによって倒される。
ゲーム版『スーパーヒーロージェネレーション』
声 - 神島正和
PS3・PS Vita用ゲーム。第3話でサドンダスとともに登場。この作品では仮面ライダーポセイドンの一件は第2話で解決しているため、どういった経緯でギンガオードライバーを完成させたかは不明となっている（第3話にて本作品同様、仮面ライダーなでしこ（SOLU）がコズミックエナジーに変換されるイベントは存在する）。
『仮面ライダーフォーゼ ファイナルステージ』
ジェミニ・ゾディアーツの思いを利用した闇の意志の器として登場。ネオ・ダークネビュラによって復活させた兵（人形同然に意志の無いホロスコープス）とともに、仮面ライダーフォーゼや仮面ライダーメテオと戦う。

## 用語
財団X
闇の組織にして死の商人。世界のエネルギーを支配するため、時空を越えた未来のコアメダルとコズミックエナジーを制御できるアストロスイッチを手に入れようと世界各国で暗躍。本作品にて、ホロスコープスに資金援助をしていたことが明かされた。

SOLU（）
隕石に付着していた細胞核にコズミックエナジーを蓄えた宇宙生命の種。SOLUとは「Seeds Of Life from the Universe（宇宙から来た生命の種）」の頭文字。
液体金属状の宇宙生命体で、猛烈なスピードで細胞分裂を起こし、新しい組織を作り反射的に物質をコピーすることで変化や精製を行うことができる。元素変換すらも容易に可能である。その本来の姿から、劇中で弦太朗などにはスライムとも呼ばれる。
知性や感情を持たない生命体と考えられていたが、弦太朗と接触する中で急激な進化を果たし、自我を持つようになった。
SOLUスイッチ
カンナギが、生命を物質化する装置で撫子（SOLU）を再構成したアストロスイッチ。SOLUの能力やエネルギーだけを純粋にエネルギー量子に変換したものであり、元となったSOLUの意志や記憶は消失するとカンナギが言及している。
メガバガミール
撫子（SOLU）が自身の身体の一部を変形・複製したバガミール。オリジナルよりも分厚くミートパティのパーツが5段あり、間にチーズのようなパーツも挟まっているが、基本的な変形方式や能力は同じ。サドンダス戦で心が折れかけた弦太朗を救うため、他のフードロイドと共に立ち向かった。

ミュータミット
カンナギが研究していた超進化生命体。生物を強制突然変異させることで、通常の進化ではありえない形や速度で能力を発現させる。人間のままで特殊能力や高い身体能力を発揮するものから、変身能力を持つものまで様々。

未来のコアメダル
鴻上が真木との戦いで失われた本来のコアメダルに代わって自ら開発を始め、40年後に完成させたもの。グリード発生を防ぐために不純物を排し、純粋な欲望のみで構成されている。鴻上の理論図には、後述のポセイドンの3種類（サメ、クジラ、オオカミウオ）以外にもメダルの絵柄が記載されている。
サメ、クジラ、オオカミウオ
ポセイドンや超銀河王が使用するコアメダル。
小説『S.I.C. HERO SAGA KAMEN RIDER WIZARD EDITION -魔法使いの弟子-』で開発者が明らかとなる。
スーパータカ、スーパートラ、スーパーバッタ
オーズのメダルの発展型と言えるコアメダル。

ロケットスイッチS1（）
撫子（SOLU）がSOLUスイッチに変換される中でロケットスイッチをコピーして生成したアストロスイッチを模したコズミックエナジーの結晶体。下部の形状はロケットスイッチに似ている。使用することでフォーゼ ロケットステイツに変身する。
- 名前の由来は、仮面ライダーフォーゼと同じく宇宙をモチーフに持つ『仮面ライダースーパー1』の仮面ライダースーパー1より。
- フォーゼドライバーにパワーアップの音声は内蔵されていなかったが、音声を追加することで新たなステイツにも対応することとなった。デザインはロケットモジュールから逆算されたもので、上に先端を向けていたが、押すと痛いことから逆にすることとなった。

他作品への登場
本作品同様のロケットステイツ変身のためのとしての登場は#仮面ライダーフォーゼ ロケットステイツを参照。
『仮面ライダー×スーパー戦隊 スーパーヒーロー大戦』
ゴーバスターオーにロケットモジュールを装着させるスイッチとして登場。形状は同様だが、新たに開発されたと思われる発言があるため、本作品と設定が異なっている。

7人ライダーのスイッチとメダル
カンナギによって、生命体を物質化する特殊な装置で7人ライダーが変換されたもの。1号、2号、V3、ライダーマンはアストロスイッチに、X、アマゾン、ストロンガーはコアメダルにされた。それぞれリミットブレイクとスキャニングチャージを行うことにより、物質化されていたライダーたちが復元された。
- 本作品以前にも、かつてのライダーの力を持つ変身アイテムが『仮面ライダーバトル ガンバライド』に用いるオリジナル玩具として存在していた（オーメダルやアストロスイッチなど）が、今回この種のアイテムが初めて映像作品へ登場することになった。
- 平成ライダーをラインナップすることはすでに決まっていたが、全ライダーのスイッチの商品化は無理であり、残りの枠が7人空いており、宇宙繋がりでスーパー1や人気のあったBLACKを入れる案もあったが、塚田の提案で7人ライダーを入れることとなった。栄光の7人ライダーであることから2号は黒面となったが、本作品で2号が黒面であったのは偶然の一致であったという。

エクソダス
カンナギが極秘裏に完成させた有翼大気圏離脱機で、彼の拠点。スペースシャトルのような垂直発射ではなく、財団Xの秘密空港の滑走路からマスドライバーで離陸し順次ブースターを切り離す形式をとる。
地球の衛星軌道上でコズミックエナジーを宇宙でフルチャージすることを狙っており、大気圏から出てしまうまでがカンナギを止められるタイムリミットとなる。
後の『フォーゼ』の劇場作品『仮面ライダーフォーゼ THE MOVIE みんなで宇宙キターッ!』では、同型機のエクソダス・マークIIが登場する。
- 坂本は『未来少年コナン』の巨大機ギガントでの立ち回りを意識しており、オーズ編が海、フォーゼ編が陸、最後が空という、それぞれ異なるアクションテーマを持たせている。

ギンガオードライバー
カンナギが使用する変身ベルト。SOLUスイッチとポセイドンのコアメダルを装着し、SOLUスイッチをON状態にすることで超銀河王に変身する。

## キャスト

### 『仮面ライダーオーズ』
- 火野映司 / 仮面ライダーオーズ - 渡部秀
- アンク - 三浦涼介
- 泉比奈 - 高田里穂
- 後藤慎太郎 / 仮面ライダーバース - 君嶋麻耶
- 伊達明 / 仮面ライダーバース・プロトタイプ - 岩永洋昭
- 里中エリカ - 有末麻祐子
- 湊ミハル / 仮面ライダーアクア - 荒井敦史
- 研究員A - 山上直志
- 研究員B - 福田繁
- 研究員C - 吉川裕朋
- 白石知世子 - 甲斐まり恵
- 鴻上光生 - 宇梶剛士

### 『仮面ライダーフォーゼ』
- 如月弦太朗 / 仮面ライダーフォーゼ - 福士蒼汰
- 歌星賢吾 - 高橋龍輝
- 城島ユウキ - 清水富美加
- 風城美羽 - 坂田梨香子
- 大文字隼 - 冨森ジャスティン
- 野座間友子 - 志保
- JK - 土屋シオン
- 美咲撫子 / 仮面ライダーなでしこ - 真野恵里菜
- 謎の高校生[52] - 吉沢亮
- 園田紗理奈（写真） - 虎南有香
- 大杉忠太 - 田中卓志（アンガールズ）
- 我望光明 - 鶴見辰吾

### 『MOVIE大戦MEGA MAX』
- 左翔太郎 / 仮面ライダーW - 桐山漣（友情出演）
- フィリップ / 仮面ライダーW - 菅田将暉（友情出演）
- カタル / サドンダス - ダンテ・カーヴァー
- ソラリス、仮面ライダーなでしこ[注釈 12] - 人見早苗
- 財団X部下A - 石井靖見
- 財団X部下B - 高橋玲
- 財団X部下C - 船越理恵
- キイマ統制官 - 渡辺梓
- レム・カンナギ / 超銀河王 - 益岡徹

### 声の出演
- 仮面ライダーポセイドン - 浜田賢二
- オースキャナー - 串田アキラ
- ヴァルゴ・ゾディアーツ - 田中理恵
- 仮面ライダー1号 - 稲田徹
- 仮面ライダー2号 - 藤本たかひろ
- 仮面ライダーV3 - 田中大文
- ライダーマン - 増田隆之
- 仮面ライダーX - 千葉一伸
- 仮面ライダーアマゾン - 戸部公爾
- 仮面ライダーストロンガー - 石川英郎
- その他 - 大村亨、丹野宜政、穴井勇輝（ダスタード[53]）、津留崎明宏、成澤卓、竹内裕美
- ガイアメモリ音声 - 立木文彦[注釈 1]

### スーツアクター
- 仮面ライダーフォーゼ[52][54]、仮面ライダーオーズ[52][54]、仮面ライダーW[52][54]、仮面ライダーストロンガー[7][55]- 高岩成二
- 仮面ライダーバース[52]、仮面ライダーアクア[52]、仮面ライダーメテオ[52]、仮面ライダーオーズ[42] - 永徳
- 仮面ライダーポセイドン[52]、仮面ライダーオーズ[42] - 渡辺淳
- ヴァルゴ・ゾディアーツ[52] - 藤田慧
- レオ・ゾディアーツ[52] - 横田遼
- サドンダス[52] - 高田将司
- 超銀河王[52] - 岡元次郎
- 的場耕二
- 村岡弘之
- おぐらとしひろ
- 斉藤幸治
- 平木ひとみ
- 橋口未和
- 仮面ライダーV3[56] - 浅井宏輔
- 藤井祐伍
- 竹嶌厚
- 玄也
- 村井亮
- 細川晃弘
- 岡田貴善
- 蔦宗正人
- 新田健太
- 岡田和也
- 片伯部浩正
- 大岩剣也
- 神前元
- 八島祥平
- 徳田忠彦
- 優光
- 小玉百夏
- 水野由香利
- 矢部敬三
- 中村博亮
- 金子起也
- 杉口秀樹
- 佐川正治
- 稲留正樹
- 高谷裕己
- 石嶌良一
- 内ヶ崎敬彦
- 伊藤啓太

## スタッフ
- 製作 - 鈴木武幸（東映）、平城隆司（テレビ朝日）、日達長夫（東映ビデオ）、篠田芳彦（アサツー ディ・ケイ）、木下直哉（木下工務店）、垰義孝（バンダイ）
- 企画 - 香月純一（東映）、桑田潔（テレビ朝日）、加藤和夫（東映ビデオ）、松下洋子（アサツー ディ・ケイ）、坂本建士（木下工務店）、小野口征（バンダイ）
- エグゼクティブプロデューサー - 杉山登（テレビ朝日）
- 原作 - 石ノ森章太郎（石森章太郎プロ）
- 脚本 - 中島かずき（フォーゼ、MOVIE大戦MEGA MAX）、小林靖子（オーズ）
- 音楽 - 鳴瀬シュウヘイ、中川幸太郎
- 撮影 - 倉田幸治
- 照明 - 斗沢秀
- 美術 - 大嶋修一
- 録音 - 遠藤和生
- 編集 - 須永弘志
- 整音 - 曽我薫
- スケジュール - 山口恭平
- 助監督 - 上堀内佳寿也
- スクリプター - 森みどり
- 制作担当 - 板垣隆弘
- プロデューサー補 - 石川啓・髙橋勇樹（東映）、中世古裕美（テレビ朝日）
- ラインプロデューサー - 平原大志
- 絵コンテ - なかの★陽
- 助監督 - 原田拓明、内海光仁
- 助監督見習い - 瀨川拓治
- 助監督応援 - 吉田尅隻、越知靖
- 制作デスク - 青柳夕子
- ワイヤーアクションコーディネーター - 小池達朗
- アクションコーディネーター補 - 渡辺淳・永徳（ジャパンアクションエンタープライズ）
- キャラクターデザイン - 田嶋秀樹・早瀬マサト（石森プロ）、小林大祐、阿部統、國田敏、田野辺尚伯
- クリーチャーデザイン - 麻宮騎亜、出渕裕、篠原保
- 製作プロダクション - 東映テレビ・プロダクション
- スーパーバイザー - 小野寺章（石森プロ）
- プロデュース - 塚田英明・武部直美・高橋一浩（東映）、本井健吾（テレビ朝日）
- 特撮監督 - 佛田洋
- 「フォーゼ&オーズ」製作委員会（東映、テレビ朝日、東映ビデオ、アサツー ディ・ケイ、木下工務店、バンダイ）
- 監督 / アクション監督 - 坂本浩一
- 配給 - 東映[注釈 1]

## 音楽
主題歌「SAMURAI STRONG STYLE」
作詞 - 綾小路翔 / 作曲・編曲 - マーティ・フリードマン / 歌 - 綾小路翔VSマーティ・フリードマン
挿入歌
「Shout out」
作詞 - 藤林聖子 / 作曲＆編曲 - 鳴瀬シュウヘイ / 歌 - 火野映司（C.V.渡部秀）
「W-B-X 〜W-Boiled Extreme〜」
作詞 - 藤林聖子 / 作曲 - 鳴瀬シュウヘイ / 編曲 - TAKUYA・鳴瀬シュウヘイ / 歌 - 上木彩矢 w TAKUYA
「Anything Goes! OOO Special Edit.」
作詞 - 藤林聖子 / 作曲 - tatsuo / 編曲 - 中川幸太郎・五十嵐“IGAO”淳一 / 歌 - 大黒摩季・火野映司（C.V.渡部秀）
「Switch On!」
作詞 - 藤林聖子 / 作曲＆編曲 - tatsuo / 歌 - 土屋アンナ
劇中使用曲「戦え七人ライダー」
作曲 - 菊池俊輔

## 映像ソフト化
Blu-ray / DVDでリリース。
- 仮面ライダー×仮面ライダー フォーゼ&オーズ MOVIE大戦MEGA MAX 通常版（1枚組、2012年5月21日発売）
  - 本編：劇場公開版本編を収録
  - 映像特典
    - 特報
    - 劇場予告
- 仮面ライダー×仮面ライダー フォーゼ&オーズ MOVIE大戦MEGA MAX コレクターズパック（2枚組、2012年5月21日発売）
  - ディスク1：本編ディスク（通常版と共通）
  - ディスク2：特典DVD
    - メイキング
    - 映画記者会見&クリスマスツリー点灯式
    - 完成披露試写会舞台挨拶
    - 公開初日舞台挨拶
    - TV SPOT
    - DATA FILE
    - POSTER GALLERY

  - 初回限定特典
    - 特製スリーブケース
- 仮面ライダー×仮面ライダー フォーゼ&オーズ MOVIE大戦MEGA MAX ディレクターズカット版（1枚組、2012年9月21日発売）
  - 本編：未公開シーンやバトルシーンを約20分収録し、本編とエンドロールを独立させるなどの再編集を施した本編を収録
  - 音声特典
    - オーディオコメンタリー（監督・アクション監督：坂本浩一×プロデューサー：武部直美×プロデューサー：塚田英明）

  - 初回限定特典
    - 坂本浩一監督直筆イメージボード集（16P）

## 評価
丸の内TOEI他全国301スクリーンで公開され、2011年12月10・11日の初日2日間で興収3億7,842万2,200円・動員33万3,133人を記録し、映画観客動員ランキング（興行通信社調べ）で初登場第1位を獲得した。

## 他媒体展開

### テレビシリーズ
『仮面ライダージオウ』
EP44（第44話）からEP46（第46話）に湊ミハル / 仮面ライダーアクアが本作品と同じキャストで登場。

### 他映画
『仮面ライダー×仮面ライダー ウィザード&フォーゼ MOVIE大戦アルティメイタム』（2012年12月8日公開）
『仮面ライダーウィザード』と『仮面ライダーフォーゼ』をメインとしたクロスオーバー作品。仮面ライダーなでしこ、フォーゼ ロケットステイツ、オーズ スーパータトバコンボが登場。
『平成ライダー対昭和ライダー 仮面ライダー大戦 feat.スーパー戦隊』（2014年3月29日公開）
仮面ライダーシリーズとスーパー戦隊シリーズのクロスオーバー作品。フォーゼ ロケットステイツ、超銀河王が登場。
『仮面ライダー平成ジェネレーションズ FINAL ビルド&エグゼイドwithレジェンドライダー』（2017年12月9日公開）
『仮面ライダービルド』と『仮面ライダーエグゼイド』をメインとしたクロスオーバー作品。本作品より後の映司とアンクが描かれる。
『仮面ライダー ビヨンド・ジェネレーションズ』(2021年12月17日公開)
『仮面ライダーリバイス』と『仮面ライダーセイバー』をメインとしたクロスオーバー作品。仮面ライダーなでしこが登場。

### 小説
『小説 仮面ライダーオーズ』
『仮面ライダーオーズ/OOO』の小説作品。本作品の設定を継承している。
『小説 仮面ライダー フォーゼ〜天・高・卒・業〜』
『仮面ライダーフォーゼ』の小説作品。SOLUと美咲撫子が登場。
『S.I.C. HERO SAGA KAMEN RIDER WIZARD EDITION -魔法使いの弟子-』
『仮面ライダーウィザード』と『仮面ライダーオーズ/OOO』のクロスオーバー作品。仮面ライダーポセイドンが登場。

### ゲーム
『スーパーヒーロージェネレーション』
仮面ライダールートの第2話と第3話が本作品をアレンジしたものとなっている。

### 舞台
『仮面ライダーフォーゼ ファイナルステージ』
超銀河王と仮面ライダーなでしこが登場。

### Web配信ドラマ
『ドライブサーガ 仮面ライダーブレン』
『仮面ライダードライブ』のスピンオフ作品。仮面ライダーポセイドンが登場。

### 超バトルDVD
『仮面ライダーフォーゼ 超バトルDVD 友情のロケットドリルステイツ』
『MOVIE大戦MEGA MAX』のその後を描いたオリジナルDVD。制作・発行は小学館。スイッチを選ぶことで展開が進むアドベンチャー形式のDVD。本作品で初めて昭和ライダーが出演した。
オリジナル要素として、仮面ライダーアマゾンから託されたクリアドリルスイッチの力で、フォーゼがロケットドリルステイツへと変身する。
DVDの表紙の裏には、本作品中でユウキと弦太朗が踊る古代インカの歓迎の踊りが記載されている。

#### 登場仮面ライダー（友情のロケットドリルステイツ）
仮面ライダーフォーゼについては仮面ライダーフォーゼ#仮面ライダーフォーゼを参照。仮面ライダーアマゾンについては仮面ライダーアマゾン#仮面ライダーアマゾンを参照。

仮面ライダーフォーゼ ロケットドリルステイツ
『てれびくん』限定のステイツ。クリアドリルスイッチで変身し、右手にロケットとドリルモジュールが融合したロケットドリルを装備する。ロケットスイッチとクリアドリルスイッチの力が合わさったことによって、ベースステイツの頭部と、ロケットステイツの身体になった。
必殺技は、ロケットドリルを構えて敵に突撃するライダーロケットドリルブラスト。

#### 怪人（友情のロケットドリルステイツ）
本作品オリジナルのサドンダスβ以外に、ユウキがアマゾンを紹介する際に持っていた本に『仮面ライダーV3』『仮面ライダーX』『仮面ライダーアマゾン』の怪人の写真が映されている。また、続くアマゾン紹介の映像は『仮面ライダーアマゾン』の映像が、クリアドリルスイッチ誕生経緯を描いた場面では『MOVIE大戦MEGA MAX』の映像が、それぞれそのまま使用され、クモ獣人・ワニ獣人・サドンダス（先代）が登場している。
サドンダスβ（）
『MOVIE大戦MEGA MAX』に登場したサドンダスの二代目で後輩。「ダス」を言葉の語尾につける。フォーゼと12日間にも及ぶ長期戦を繰り広げるが、アマゾンから新たなスイッチをもらったフォーゼに倒される。
- サドンダスのカラーリングを変え、細かい部分を少し変えており、カラーリングはトカゲロンを意識したものとなっている。

#### 用語（友情のロケットドリルステイツ）
クリアドリルスイッチ
『MOVIE大戦MEGA MAX』でのフォーゼとサドンダスとの宇宙戦の中で生じたコズミックエナジーと怪人たちから放出されたエネルギーが化合してマテリアライズしたドリルスイッチの分身。南米アマゾンの奥地に落ち、仮面ライダーアマゾンに発見された。スイッチをONにするとロケットスイッチも自動的にONとなってロケットモジュールとドリルモジュールが融合して右腕に出現し、フォーゼをロケットドリルステイツに変化させる。本作品に先駆けてれびくん6月号の付録となり、続くてれびくん7月号付録『仮面ライダーフォーゼ アストロスイッチひみつレポート』でも存在が示唆されている（本作品の中で「あのクリアドリルスイッチ」と呼ばれているのは、このため）。

#### キャスト（友情のロケットドリルステイツ）
- 如月弦太朗 - 福士蒼汰
- 歌星賢吾 - 高橋龍輝
- 城島ユウキ - 清水富美加
- 朔田流星 - 吉沢亮

##### 声の出演（友情のロケットドリルステイツ）
- サドンダスβ - 岩崎征実
- 仮面ライダーアマゾン - 戸部公爾

##### スーツアクター（友情のロケットドリルステイツ）
- 高岩成二
- 仮面ライダーアマゾン[63] - 永徳
- 高田将司

#### スタッフ（友情のロケットドリルステイツ）
- 原作 - 石ノ森章太郎（石森章太郎プロ）
- 脚本 - 三条陸
- 監督 - 山口恭平
- プロデュース - 塚田英明、高橋一浩
- アクション監督 - 宮崎剛（ジャパンアクションエンタープライズ）
- 音楽 - 鳴瀬シュウヘイ
- 撮影 - 倉田幸治
- 美術 - 大嶋修一
- 照明 - 西田文彦
- V.E. - 江島公昭
- 録音 - 堀江二郎
- 編集 - 長田直樹
- 製作・発行 - 小学館

#### 他媒体展開（友情のロケットドリルステイツ）
『仮面ライダー×仮面ライダー ウィザード&フォーゼ MOVIE大戦アルティメイタム』（2012年12月8日公開）
『仮面ライダーウィザード』と『仮面ライダーフォーゼ』をメインとしたクロスオーバー作品。本作品では、クリアドリルスイッチを探しに賢吾とユウキがアマゾンまで探しに行くが映画『ウィザード&フォーゼ』の「フォーゼ編」ラストでユウキがアマゾンに行ったことを話すシーンがある。
『平成ライダー対昭和ライダー 仮面ライダー大戦 feat.スーパー戦隊』（2014年3月29日公開）
仮面ライダーシリーズとスーパー戦隊シリーズのクロスオーバー作品。登場したサドンダスの体色が本作品のサドンダスβ（サドンダスベータ）のものになっている。
『仮面ライダーフォーゼ アストロスイッチひみつレポート』
『てれびくん』2012年7月号付録。本作品の前日譚となっている。詳しくは仮面ライダーフォーゼ#オリジナルDVDを参照。